# Николай Михайлович
Великий князь Никола́й Миха́йлович (14 [26] апреля 1859, Царское Село — 24 января 1919, Петроград) — русский генерал от инфантерии, генерал-адъютант, историк и лепидоптеролог.
Старший сын великого князя Михаила Николаевича и Ольги Фёдоровны, внук Николая I, двоюродный дядя Николая II.
Известен как строитель Боржомского дворца и составитель уникального иллюстрированного каталога «Русские портреты XVIII и XIX столетий».

## Биография
Первый из семи детей генерал-фельдцейхмейстера великого князя Михаила Николаевича и великой княгини Ольги Фёдоровны (до замужества Цецилия Августа, принцесса и маркграфиня Баденская, младшая дочь великого герцога Леопольда Баденского и Софии Вильгельмины Шведской).
В 1862 году семья переехала в Тифлис, где его отец был Кавказским наместником, и юношеские годы великий князь провёл на Кавказе. Несмотря на желание родителей видеть его военным, Николай с детства увлекался биологией и историей. Получил домашнее образование. В 1870—1872 годах его воспитателем был В. А. Латур-де-Бернгард.
В 1862 году малолетний Николай Михайлович оказался одним из кандидатов на греческий престол. После свержения короля Оттона I Виттельсбаха греки провели плебисцит по выбору нового монарха. Бюллетеней с кандидатами не было, поэтому любой подданный Греции мог предложить свою кандидатуру или вид правления в стране. Результаты были обнародованы в феврале 1863 года: среди тех, кого вписали греки, был и Николай Михайлович, занявший девятое место (менее 0,01 процента голосов). Правда, следует признать, что представители российского, британского и французского царствующих домов не могли занимать греческий трон согласно Лондонской конференции 1832 года.
В 1875 году Николай Михайлович получил первый офицерский чин; с 1877 года в чине штабс-капитана прикомандирован к переменному составу Кавказской учебной роты, с 1879 года — к 2-му Кавказскому стрелковому батальону.
Участвовал в русско-турецкой войне 1877—1878 годов (на Кавказском театре); 17 октября 1877 года был награждён орденом Святого Георгия 4-й степени «за дело 3-го октября, при разбитии армии Мухтара-паши в сражении на Аладжинских высотах». В 1879 году пожалован во флигель-адъютанты.
С 1881 года — в лейб-гвардии Гренадерском полку. В 1882—1885 годах обучался в Николаевской академии Генерального штаба. С 1885 года служил в Кавалергардском полку. С 5 февраля 1894 по 15 сентября 1897 года командовал 16-м гренадерским Мингрельским полком, после чего назначен командующим Кавказской гренадерской дивизией. 14 мая 1896 года произведён в генерал-майоры, 6 мая 1901 года — в генерал-лейтенанты, с утверждением в должности начальника дивизии. 6 мая 1903 года пожалован в генерал-адъютанты.
30 декабря 1903 года отчислен от должности начальника дивизии, с оставлением в звании генерал-адъютанта. До начала Первой мировой войны не занимал других должностей. 14 апреля 1913 года произведён в генералы от инфантерии.
В 1909 году после смерти отца наследовал огромное состояние. Владел Ново-Михайловским дворцом на Дворцовой набережной Санкт-Петербурга, дачей Михайловка (Михайловское) в Петергофском уезде, имением Грушевское в Екатеринославской, Херсонской и Таврической губерний (75 066 дес. 407 кв. саж.), имением Боржоми в Горийском уезде Тифлисской губернии (69 513 дес. 1022 кв. саж.), совместно с братьями — имением Вардане в Черноморской губернии.

### Первая мировая война и революции 1917 года

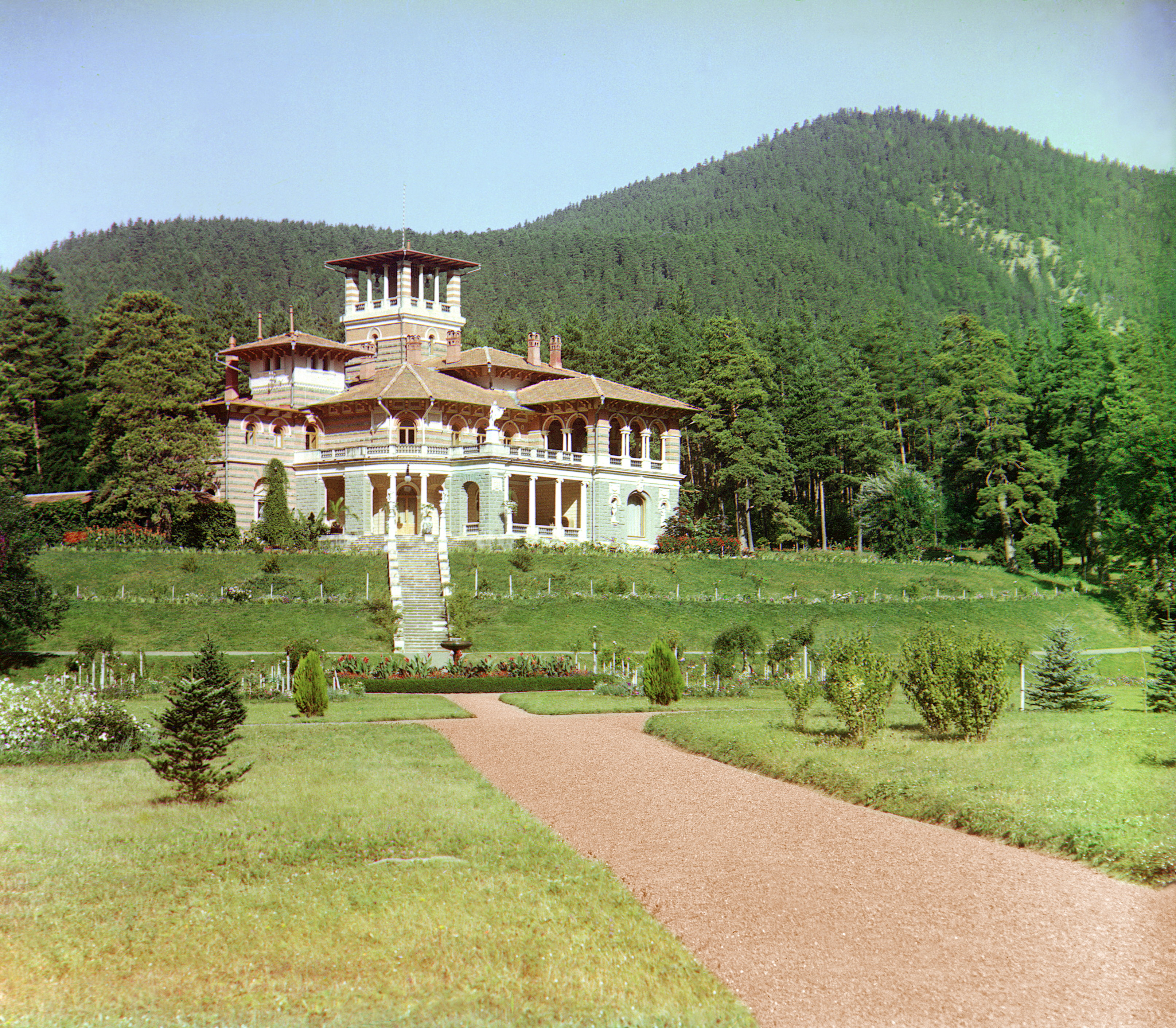
Особняк Николая Михайловича в Ликани. Фото из «Коллекции достопримечательностей Российской империи»

После начала Первой мировой войны Николай Михайлович записал в дневнике:

К чему затеяли эту убийственную войну, каковы будут ее конечные результаты? Одно для меня ясно — во всех странах произойдут громадные перевороты. Мне мнится крах многих монархий и триумф мирового социализма. У нас на Руси не обойдется без крупных волнений и беспорядков.

C 28 июля 1914 года он состоял в распоряжении главнокомандующего армиями Юго-Западного фронта.
Николай Михайлович придерживался либеральных оппозиционных взглядов, за что получил в светских кругах прозвище «Филипп Эгалите», в честь видного деятеля французской революции, принца крови и родственника Людовика XVI. Прозвище оказалось провидческим — великий князь, как и Филипп Эгалите, разделил участь монарха и был казнён во время революции.
Его младший брат великий князь Александр Михайлович в своих эмигрантских мемуарах писал:

Нас называли «опасными радикалами»; первая часть прозвища «опасные» отражала досаду придворных кругов, вторая — «радикалы», быть может, и соответствовала истине, но зависела всецело от смысла, придаваемого этому слову, которым нередко злоупотребляют. Мой старший брат Николай Михайлович был несомненно самым «радикальным» и самым одаренным членом нашей семьи. Моя мать мечтала о его блестящей военной карьере, и, чтобы доставить ей удовольствие, мой брат Николай окончил военное училище с отличием. Однако истинное его призвание было в отвлеченных исторических изысканиях. <…> Постепенно он отдалялся от связей с военным миром и проводил все своё время в исторических архивах С. Петербурга и Парижа. Его монументальная биография Императора Александра I, написанная после долгих лет собирания материалов и проверки дат, останется непревзойденной в исторической русской литературе. <…> Книга, которая была переведена на французский язык, произвела сенсацию в среде французских наполеонистов, заставив их пересмотреть, исправить и даже пересоставить целый ряд исторических трактатов. <…> Николаю Михайловичу было, по-видимому, определённо неприятно объяснять многое из того, что происходило в России, своим друзьям в Коллеж де Франс и в Палате депутатов. Не могу сказать, чтобы я был вполне согласен с его «офранцуженными» политическими симпатиями. Будучи горячим поклонником парламентарного строя и убежденным почитателем словесных дуэлей Клемансо — Жореса, он не хотел допустить того, что создание в России конституционного строя по образцу III французской республики закончилось бы полным провалом. Истина заключалась в том, что он родился не в той стране, где ему следовало бы родиться.

Являлся наиболее радикальным оппонентом царствующего монарха из числа великих князей, чья оппозиционная позиция в 1916—1917 годах в отношении проводимого царём и его правительством курса получила название «великокняжеская фронда». Одобрил убийство Г. Е. Распутина:21—22.
31 декабря 1916 года за участие в «фронде» получил приказание Николая II выехать в своё имение Грушёвку, которое исполнил 1 января 1917 года. Возвратился в столицу 1 марта 1917 года после начала Февральской революции. С радостью воспринял революционные события:358 и признал власть Временного правительства.
Однако очень скоро во взглядах Николая Михайловича наступило разочарование в происходивших в России революционных событиях. 16 марта 1917 года он был уволен из Русской армии. Французский посол М. Палеолог записал в своём дневнике 5 мая 1917 года:

Прощальный визит великому князю Николаю Михайловичу. Как далёк он от великолепного оптимизма, который он проявлял в начале нового режима!… в то время, как он проводил меня через салоны в вестибюль, в голосе его слышалось волнение… — Не могу же я забыть, что я висельник!:416

### Ссылка и убийство
После Октябрьской революции Николай Михайлович, как и остальные представители дома Романовых, подвергся преследованию со стороны Советской власти. В марте 1918 года было принято решение о его ссылке с братом Георгием Михайловичем и кузеном Дмитрием Константиновичем в Вологду. В Вологде он пробыл с 3 апреля по 21 июля 1918 года:66—67, 135, проживал по адресу: Златоустинская набережная 6б (ныне — Набережная VI-й Армии, 99 А), в 2 комнатах на втором этаже дома, расположенного в глубине квартала. Вместе с Николаем Михайловичем в ссылке находился его адъютант генерал Брюммер:69—70. В ссылке великий князь активно общался с иностранными дипломатами. Французский посол Жозеф Нуланс и секретарь посольства граф Луи де Робиен посещали Николая Михайловича в доме на Златоустинской набережной и оставили описание жилища, имеющее большое значение для сохранения дома как памятника истории. Представители Великобритании предлагали Романовым бежать с подложными паспортами, но они отказались:116—121. 1 июля 1918 года Николай Михайлович был арестован, а 21 июля 1918 года перевезён в Петроград, где содержался в Доме предварительного заключения.
9 января 1919 года Президиум ВЧК (в заседании участвовали Я. Х. Петерс, М. И. Лацис, И. К. Ксенофонтов и секретарь О. Я. Мурнек) вынес постановление «Приговор ВЧК к лицам бывшей императорской своры — утвердить, сообщив об этом в ЦИК». Несмотря на ходатайства Академии наук и Максима Горького, Ленин подтвердил приговор с формулировкой «революция не нуждается в историках».
Николай Михайлович был расстрелян большевиками в Петропавловской крепости в последнюю декаду января 1919 года вместе с ещё тремя великими князьями — своим родным братом Георгием Михайловичем и двоюродными — Павлом Александровичем и Дмитрием Константиновичем. Жена Павла Александровича княгиня Ольга Палей писала: 

Один старый тюремный служитель, видевший казнь, рассказал… В среду Павла, одного, привезли на Гороховую и продержали до десяти вечера. Потом объявили, что увозят без вещей. С Гороховой привезли в Петропавловку. Трёх других великих князей доставили со Шпалерной. Всех вместе отвели в тюрьму Трубецкого бастиона. В три ночи солдаты, по фамилии Благовидов и Соловьев, вывели их голыми по пояс и провели на территорию Монетного двора, где у крепостной стены напротив собора была вырыта общая могила, где уже лежали тринадцать трупов. Поставили князей на краю и открыли по ним стрельбу.
Командовал экзекуционным отрядом тюремный надзиратель Гордиенко, получавший в своё время ценные подарки из Кабинета Его Величества. Вероятно, Николай Михайлович был похоронен на месте расстрела в братской могиле. Сообщение о расстреле великих князей было опубликовано 31 января 1919 года в «Петроградской правде».
Был единственным из казнённых большевиками Романовых, кого Русская православная церковь заграницей в 1981 году не стала причислять к лику святых.[почему?]
Реабилитирован постановлением Генеральной прокуратуры Российской Федерации от 9 июня 1999 года.

## Вклад в науку

### История
В течение многих лет Николай Михайлович изучал архивы России и Франции. Он является автором нескольких фундаментальных исследований по эпохе Наполеона и Александра I. Книги сохраняют свою научную ценность и поныне. Под покровительством великого князя были изданы многочисленные труды Русского исторического и географического общества, в том числе знаменитое многотомное издание, посвященное столичным и провинциальным некрополям. Заслуги Николая Михайловича были отмечены Академией наук, принявшей великого князя почётным членом, и научными кругами Франции, удостоившими его звания члена Французского института, крайне редко вручавшегося иностранцам. В 1915 году по решению Совета Московского университета ему была присвоена степень доктора русской истории honoris causa.
Помог основанию первого в России журнала по микробиологии (1914).

### Энтомология
Николаю Михайловичу также принадлежит большая роль в развитии отечественной лепидоптерологии. Он проводил сборы бабочек, даже находясь на театре военных действий в Карской области. Так, экземпляр одного из открытых им новых видов был пойман в его походной палатке. На протяжении 10 лет Николай Михайлович всё своё свободное время посвящал изучению чешуекрылых Кавказа. В 1878 году он был принят в действительные члены Русского энтомологического общества, которое находилось под покровительством его родного дяди великого князя Константина Николаевича. 2 ноября 1881 года Николай Михайлович принял предложение Общества стать его почётным президентом, на должности которого пробыл до 1917 года.
Основным его вкладом были серии публикаций под названием «Memoires sur les Lepidopteres», известные как «Работы Романова». Он первым описал кавказский подвид Papilio alexanor orientalis. В течение 1884—1897 годов Николай Михайлович опубликовал 9 томов своей фундаментальной серии, которые сейчас являются библиографической редкостью, но ими до сих пор пользуются, так как они содержат первоначальные описания десятков видов. Наиболее важными являются красивый окрас бабочек и стадии их развития. Печатная промышленность того времени не давала возможности создать качественные цветные иллюстрации, поэтому печатались только контуры бабочек, которые потом от руки раскрашивались акварельными красками. По финансовым и техническим причинам значительная часть рисунков осталась нераскрашенной. В 1900 году великий князь подарил всю свою коллекцию Зоологическому музею Академии наук. К тому времени она стала одной из самых крупных частных коллекций бабочек, содержащей более 110 000 особей, из которых примерно 18 000 были палеарктическими. Коллекция помещалась в 30 сейфах. В этой коллекции было много типовых особей. Они хранятся в Санкт-Петербурге, и бабочки из этой коллекции имеют этикетки на белой бумаге с рисунком царской короны в верхней части и текстом «Собрано Великим князем Николаем Михайловичем». Один из сейфов, который хранился в Ликани, был привезен в 1900 году в Кавказский музей в Тифлисе.

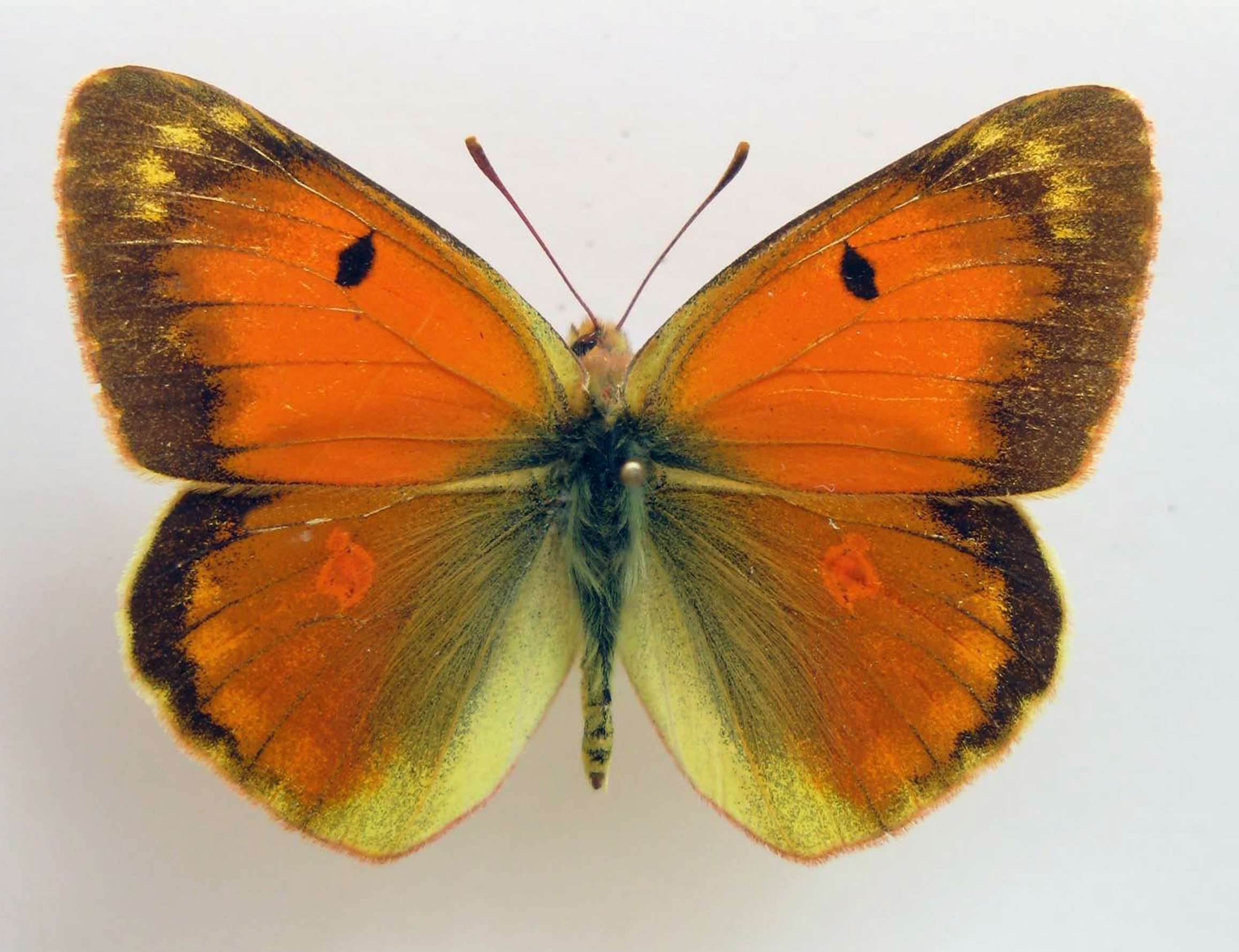
Желтушка Романова

Виды и подвиды, названные Г. Е. Грум-Гржимайло и Г. Христофом в честь великого князя Николая Михайловича:
- Желтушка Романова (Colias romanovi Grum-Grshimailo, 1885) — вид бабочек из семейства белянок;
- Шашечница Романова (Melitaea romanovi Grum-Grshimailo, 1891) — вид бабочек из семейства нимфалид;
- Томарес Романова (Tomares romanovi (Christoph, 1882)) — вид бабочек из семейства голубянок.
- Parnassius charltonius romanovi (Grum-Grshimailo, 1885)  — подвид аполлона Чарльтона.

Виды и подвиды бабочек из Закавказья, открытые и названные великим князем Николаем Михайловичем:
- Hepialus mlokossevitschi Romanoff, 1884 = Triodia mlokossevitschi (Romanoff, 1884) [Hepialidae, тонкопряды];
- Sesia dioctriiformis Romanoff, 1884 = Euhagena palariformis (Lederer, 1858) [Sesiidae, стеклянницы];
- Zygaena cambysea rosacea Romanoff, 1884 [Zygaenidae, пестрянки];
- Arctia villica confluens Romanoff, 1884 [Erebidae, Arctiinae, медведицы];
- Papilio alexanor orientalis Romanoff, 1884 [Papilionidae, парусники];
- Colias olga Romanoff, 1882 = Colias caucasica Staudinger, 1871 [Pieridae, белянки].
- Aspilates smirnovi Romanoff, 1885 = Apocolotois smirnovi (Romanoff, 1885) [Geometridae, Пяденицы]

## Военные чины и звания
- Подпоручик (Выс. пр. 14.04.1875)[15]
- Поручик (Выс. пр. 14.04.1876)
- Штабс-капитан (Выс. пр. 14.04.1878)
- Флигель-адъютант (Выс. пр. 8.04.1879)
- Капитан (Выс. пр. 17.02.1881)
- Переименован в ротмистры гвардии (Выс. пр. 26.02.1885)
- Полковник гвардии (Выс. пр. 05.04.1892)
- Генерал-майор (Выс. пр. 14.05.1896)
- Генерал-лейтенант (Выс. пр. 06.08.1901)
- Генерал-адъютант (Выс. пр. 06.05.1903)
- Генерал от инфантерии (Выс. пр. 14.04.1913)

Состоял шефом лейб-гвардии 3-й артиллерийской бригады, 82-го пехотного Дагестанского полка, 4-й роты лейб-гвардии 4-го стрелкового Императорской Фамилии полка. Числился в списках Кавалергардского полка, лейб-гвардии Конно-гренадерского полка, лейб-гвардии 4-го стрелкового Императорской Фамилии полка, 16-го гренадерского Мингрельского полка, 2-й батареи лейб-гвардии Конной артиллерии, 1-м Кавказском стрелковом полку.

## Награды
Российские:

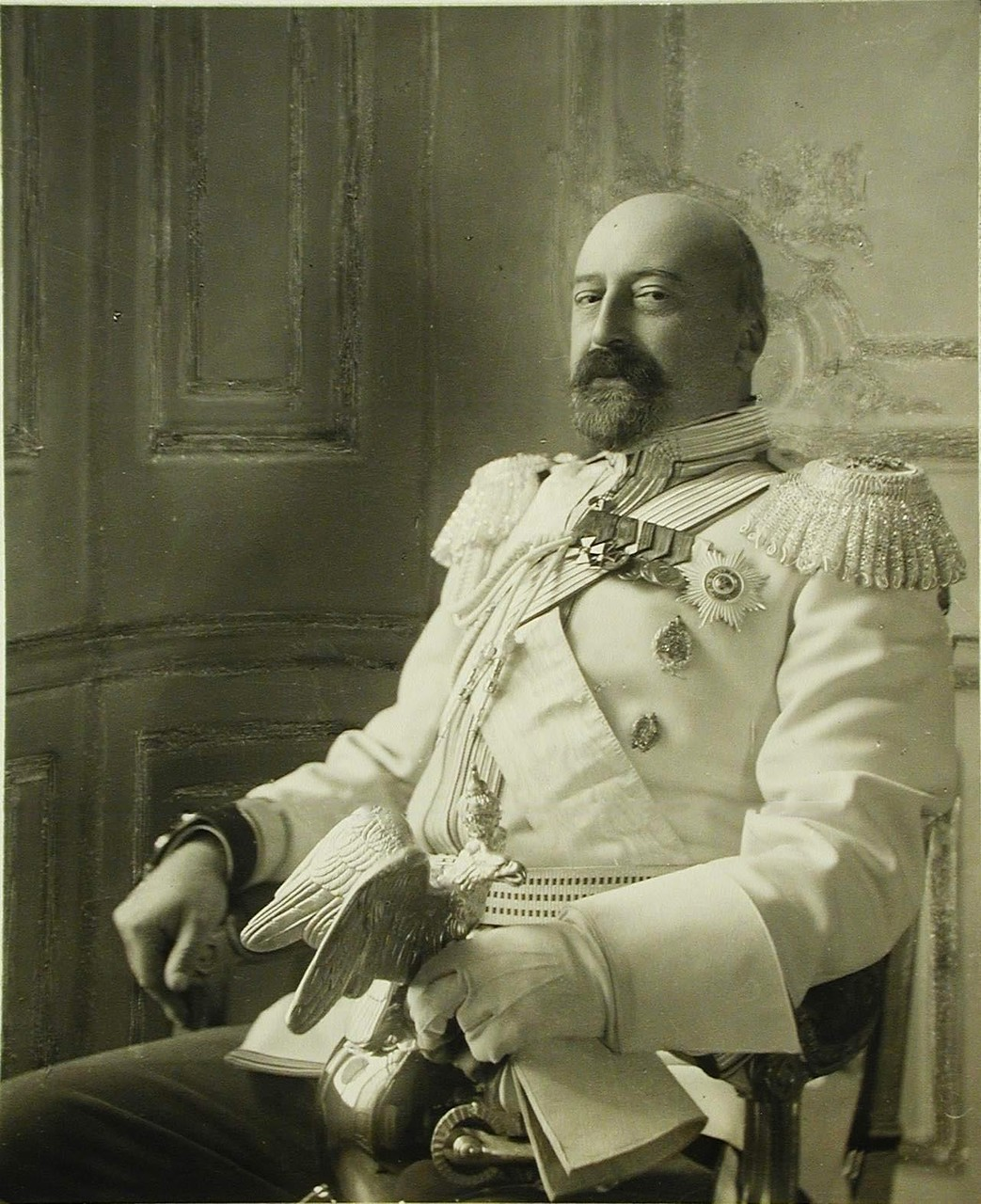
Николай Михайлович в парадной форме Кавалергардского полка

- Орден Святого Андрея Первозванного (3 мая 1859);
- Орден Святого Александра Невского (3 мая 1859);
- Орден Святой Анны 1-й степени (3 мая 1859);
- Орден Белого орла (11 июня 1865);
- Орден Святого Станислава 1-й степени (11 июня 1865);
- Орден Святого Георгия 4-й степени (17 октября 1877);
- Орден Святого Владимира 4-й степени (26 ноября 1880);
- Орден Святого Владимира 3-й степени (6 декабря 1907);
- Орден Святого Владимира 1-й степени (23 мая 1916);
- Георгиевское оружие с надписью "За храбрость" (6 ноября 1914);
- Светло-бронзовая медаль «В память русско-турецкой войны 1877—1878».

Иностранные:
- Вюртембергский орден Короны;
- Баденский орден Верности;
- Мекленбург-Шверинский орден Вендской короны;
- Французский орден Почётного легиона 1-й степени (7 декабря 1894);
- Прусский орден «Pour le Mérite»;
- Греческий орден Спасителя;
- Гессен-Дармштадтский орден Филиппа Великодушного 1-й степени;
- Черногорский орден Князя Даниила I 1-й степени;
- Бухарский орден Благородной Бухары с бриллиантами;
- Бухарский орден Искандер-Салис;
- Датский орден Слона (18 ноября 1897);
- Ольденбургский орден Заслуг герцога Петра-Фридриха-Людвига (4 марта 1893);
- Румынский орден Звезды Румынии;
- Шведский орден Серафимов (12 мая 1908);
- Румынский орден Кароля I с цепью (1912).

## Членство в организациях
- Почётный член Санкт-Петербургской академии наук[16] и член Французского института
- Почётный член Московского университета (1896)[17]
- Почётный член Императорского русского военно-исторического общества
- Председатель Императорского русского исторического общества
- Председатель Императорского русского географического общества
- Председатель Общества защиты и сохранения памятников искусства и старины
- Почётный председатель Русского энтомологического общества (с 1881)
- Почётный председатель Общества друзей Румянцевского музея (с 1913)[18]
- Состоял в тайном французском обществе «Биксио».

## Труды
- Князья Долгорукие, сподвижники Императора Александра I в первые годы его царствования: биографические очерки: с 12 портретами / Великий Князь Николай Михайлович. — Экспедиция заготовления государственных бумаг, 1901. — 190 с.
- Граф Павел Александрович Строганов (1774—1817): историческое исследование эпохи императора Александра I. Т. 1.  — Санкт-Петербург: Экспедиция заготовления гос. бумаг, 1903. —  XII, 386, [1] с., [26] л. ил.
- Граф Павел Александрович Строганов (1774—1817): историческое исследование эпохи императора Александра I. Т. 2: Т. 3  — Санкт-Петербург: Экспедиция заготовления гос. бумаг, 1903. — Т. 2: Т. 3. — XXXII, 381 с., [10] л.
- Русские портреты XVIII и XIX столетий = Portraits russes des XVIIIe et XIXe siecles. Т. 1, вып. 2. — Санкт-Петербург: Экспедиция заготовления гос. бумаг: издание Великого князя Николая Михайловича. — 1905. — Л.: 26—50, [24] л. портр.
- Легенда о кончине императора Александра I в Сибири в образе старца Федора Козьмича / Вел. кн. Николай Михайлович. — С.-Петербург: Типография А. С. Суворина, 1907. — 48, [1], [1] л.
- «Дипломатические сношения России и Франции 1808—1812», т. I—VII (1905—1908 — 1914);
- Императрица Елисавета Алексеевна, супруга императора Александра I: Т. 1. — С.-Петербург: Экспедиция заготовления государственных бумаг. — 1908. — XIII, [5], 486 с.
- Императрица Елисавета Алексеевна, супруга императора Александра I: Т. 2. — С.-Петербург: Экспедиция заготовления государственных бумаг. — 1909.
- Императрица Елисавета Алексеевна, супруга императора Александра I: Т. 3. — С.-Петербург: Экспедиция заготовления государственных бумаг. — 1909.
- «Переписка императора Александра I с его сестрой великой княжной Екатериной Павловной» (1910);
- «Генерал-адъютанты императора Александра I» (1912);
- Военная галерея 1812 года: Издано по повелению государя императора / [При участии А. А. Голомбиевского]. — СПб.: Экспедиция заготовления гос. бумаг, 1912. — 294 с.
- Донесения австрийского посланника при русском дворе Лебцельтерна за 1816—1826 годы (и др. письма и документы) = Les rapports diplomatiques de Lebzeltern, ministre d'Autriche a la cour de Russie (1816-1826) / Великий князь Николай Михайлович. — СПб. : Экспедиция заготовления гос. бумаг, 1913. — LXXII, 477 с.
- Император Александр I: опыт исторического исследования: с 12 таблицами портретов и рисунков / Великий князь Николай Михайлович. — 2-е изд. — Петроград: Экспедиция заготовления государственных бумаг, 1914. — XIII, 772 с.
- Некоторые новые материалы к вопросу о кончине императора Александра I / Великий князь Николай Михайлович [Романов]. — СПб., 1914. — 22 с. — Отт. из «Ист. вестника» 1914 г. № 3.
- Казнь пяти декабристов 13 июля 1826 г. и император Николай I  —  Петроград: Тип. Т-ва А. С. Суворина — «Новое время», 1916. — 14 с.
- Наблюдения по охоте на диких гусей (1917);
- «Русский некрополь в Париже»
- «Петербургский некрополь», т . 1, т. 2, т. 3, т. 4
- «Московский некрополь»
- «Провинциальный некрополь»
- Русские портреты XVIII и XIX столетий. Издание Великого князя Николая Михайловича Романова (1905)
- Мои свидания с гр. Л. Н. Толстым / Публ. Н. Калинина, М. Земляниченко // Родина. 1993. № 4. С. 48—50